# 米沢市営人工芝サッカーフィールド
米沢市営人工芝サッカーフィールド（よねざわしえいじんこうしばサッカーフィールド）は、山形県米沢市にあるサッカーフィールドで、米沢市体育施設内の米沢市営多目的屋内運動場東側に立地している。

## 沿革
- 2012年（平成24年）10月30日 - 人工芝サッカーフィールド開場[1]。
- 2020年（令和2年）7月1日 - 米沢フットボールアカデミー活動開始[2]。
- 2023年（令和5年）5月 - 米沢フットボールアカデミー生徒募集[3]。
- 2023年（令和5年）12月18日 - 人工芝サッカーフィールド閉場[4]。

## 施設概要
- 人工芝ピッチ（東・西コート）：一般用2面（少年用4面）
- 敷地面積：21,165 m2
- 夜間照明設備：8其（平均照度200ルクス）
- 収容人数：400人

## アクセス
- 米沢駅から徒歩50分